# بات هيل
بات هيل (بالإنجليزية: Pat Hill)‏ هو مدير فني أمريكي، ولد في 17 ديسمبر 1951 في لوس أنجلوس في الولايات المتحدة.